# غلام‌حسین مظفری
غلام‌حسین مُظفّری (زاده ۱ اردیبهشت ۱۳۴۷ نیشابور) مدیر اجرایی و سیاستمدار اصلاح‌طلب ایرانی است که از مهر ۱۴۰۳ استاندار خراسان رضوی در دولت چهاردهم است.

## زندگی
غلام‌حسین مظفّری در مظفرآباد روستایی کم جمعیّت در بخشِ مرکزی شهرستان نیشابور به دنیا آمد. پدرش کشاورز بود و زمانی که غلامحسین پنج ساله داشت فوت می‌کند. غلامحسین در دبیرستان خیام درس خواند.
در سال ۱۳۶۳ زمانی که دانشجوی دانشگاه فردوسی مشهد بود داوطلبانه به جبهه‌های جنگ ایران و عراق می‌رود. برادر او غلامحسن پیشتر در جبهه کشته شده بود. در سال ۱۳۷۲ در رشته مهندسی کشاورزی به فعالیت در سازمان جهاد دانشگاهی مشهد مشغول فعالیت و در سال ۱۳۷۷، رئیس جهاد دانشگاهی استان خراسان شد. در خرداد ۱۳۷۷ از سوی وزیر کشور وقت، در دولت سید محمد خاتمی، به‌عنوان نخستین فرماندار بومی کشور در شهرستان نیشابور آغاز به فعالیت کرد. او تا اسفند ۱۳۷۹ در مقامِ فرمانداری نیشابور باقی ماند. پس از دوران فرمانداری به سمت معاونت برنامه‌ریزی و اداری مالی استانداری خراسان منصوب شد.

## سوابق و مسؤلیت‌ها
او رئیس جهاد دانشگاهی استان خراسان، فرماندار نیشابور از سال ۱۳۷۷ تا ۱۳۷۹ و پس از آن، معاون برنامه‌ریزی و اداری مالی استانداری خراسان و نماینده حوزه انتخابیه نیشابور در دوره هفتم مجلس شورای اسلامی بوده است. وی در مرداد ۱۳۹۲ با حکم محمدباقر قالیباف شهردار وقت تهران به سمت مدیرعامل بانک شهر منصوب شد.
پس از روی کار آمدن دولت حسن روحانی، مظفری در ۴ مرداد ۱۳۹۳ به سمت معاون توسعه مدیریت و منابع انسانی استانداری تهران منصوب شد. سپس غلامحسین مظفری در بهمن ۱۳۹۳ با پیشنهاد علیرضا رشیدیان استاندار خراسان رضوی و تأیید وزارت کشور به سمت معاون استاندار و فرماندار ویژه شهرستان نیشابور منصوب شد.

### نمایندگی مجلس (۱۳۸۳–۱۳۸۷)
غلامحسین مظفری در دورهٔ هفتم مجلس شورای اسلامی ایران به‌عنوان نماینده نیشابور به مجلس راه یافت. وی در مجلس، عضو کمیسیون تلفیق و فراکسیون اقلیت مجلس بود. در جریان بررسی بودجه، او به مسائلی برمی‌خورد که در پیِ آن مجبور به استعفا شد. او معتقد بود که «تصویب هزینه‌های مشکوک الوصول یعنی بیچارگی مردم و مملکت». حداد عادل رئیس وقت مجلس استعفای او را نپذیرفت.
وی به مجلس مجلس هشتم راه نیافت و سید علی حسینی جایگزین او شد. حسین سبحانی‌نیا دیگر نماینده نیشابور دوباره رأی آورد.

### بانک شهر (۱۳۸۹–۱۳۹۲)
پس از پایان مجلس هفتم، مظفری به عنوان عضو هیئت مدیره و معاون سازمان اقتصادی کوثر در تهران مشغول به کار شد و بعد از آن با سمت عضو هیئت مدیره و قائم‌مقام مدیرعامل بانک شهر از سال ۱۳۸۹ تا ۱۳۹۲ فعالیت کرد. در مرداد ۱۳۹۲ به مدیرعاملی بانک شهر منصوب و جایگزین غلامرضا حاجی‌زاده شد.

### فرمانداری نیشابور (۱۳۹۳–۱۳۹۵)

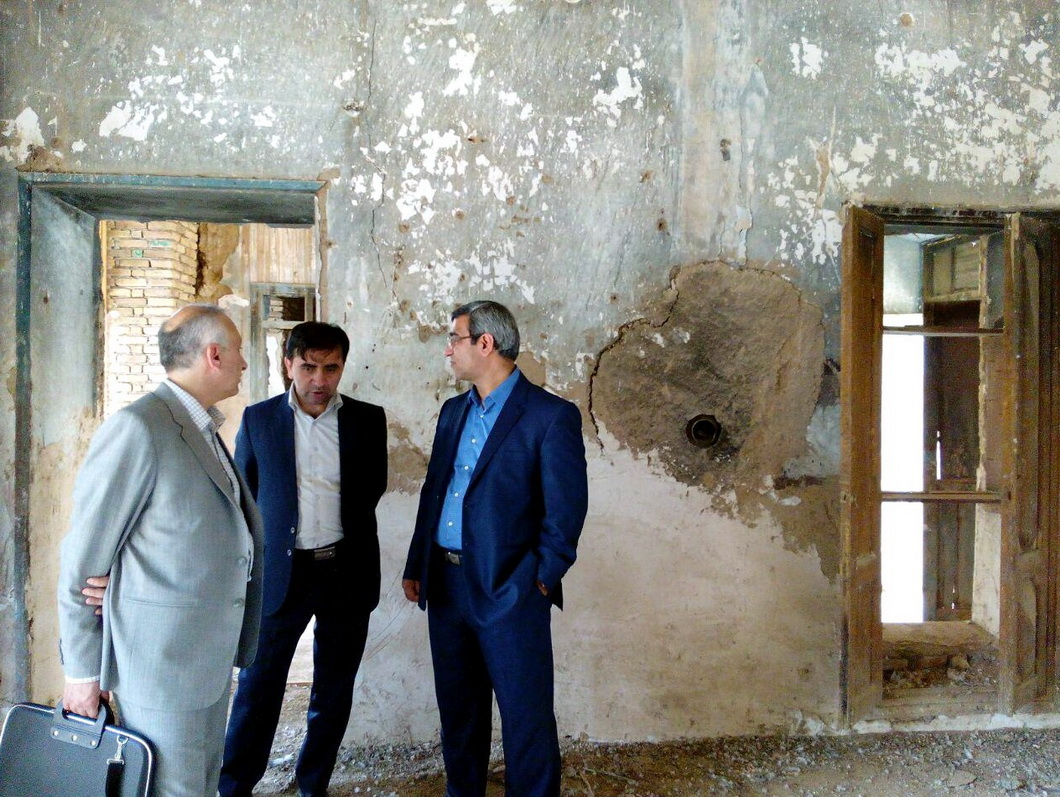
مظفری فرماندار نیشابور در بازدید از عمارت قریشی

مظفری در ۱ فوریه ۲۰۱۲م / ۱۲ بهمن ۱۳۹۳ با حکم عبدالرضا رحمانی فضلی، معاون استاندار خراسان رضوی و فرماندار ویژه شهرستان نیشابور شد. او در ۸ شهریور ۱۳۹۵ از سمت خود در فرمانداری نیشابور استعفا داد و بیان داشت که قرار بوده تا پایان تابستان ۱۳۹۵ فرماندار باشد. سپس حُکم خود را برای مستشار دیوان محاسبات کشور گرفت.

### مدیرعامل منطقه آزاد کیش
مظفری در آذر ۱۳۹۷ به سمت رئیس هیئت مدیره و مدیرعامل سازمان منطقه آزاد کیش منصوب و در ۱۱ اسفند ۱۳۹۹ از سمت مدیرعاملی سازمان منطقه آزاد کیش برکنار شد. وی در جلسه هیئت دولت که در روز چهارشنبه ۱۸ مهر ماه ۱۴۰۳ برگزار گردید به عنوان استاندار خراسان رضوی انتخاب شد.